# 2023年のグランドチャンピオンシップ (独立リーグ)
2023年のグランドチャンピオンシップ（2023ねんのグランドチャンピオンシップ）は、2023年9月29日から10月1日まで、日本独立リーグ野球機構(IPBL)に所属する5つの独立リーグ（四国アイランドリーグplus・ベースボール・チャレンジ・リーグ〈ルートインBCリーグ〉・九州アジアリーグ〈ヤマエグループ 九州アジアリーグ〉・北海道フロンティアリーグ・日本海リーグ）優勝チームおよび開催県枠1チームが参加して、野球独立リーグ日本一の座をかけて行われたグランドチャンピオンシップである。
前年に続いてトーナメント制で実施されたが、新たに日本海リーグが加わったことにより、開催方式は前年から変更された。
3日間のトーナメントの結果、火の国サラマンダーズ（九州アジアリーグ）が2年連続での優勝を達成した。

## 参加チーム
「※」は過去出場歴あり。「※※」は過去優勝歴あり。
- 火の国サラマンダーズ（九州アジアリーグ）※※
- 埼玉武蔵ヒートベアーズ（ベースボール・チャレンジ・リーグ）
- 徳島インディゴソックス（四国アイランドリーグplus）※※
- 石狩レッドフェニックス（北海道フロンティアリーグ）
- 富山GRNサンダーバーズ（日本海リーグ）※[注釈 1]
- 愛媛マンダリンパイレーツ（四国アイランドリーグplus・開催県枠）※※

## 日程
前回に続いて1箇所の球場で集中開催する形となり、全試合が愛媛県松山市の松山中央公園野球場（坊っちゃんスタジアム）で開催された。開催地発表の時点では、開催日は9月30日から10月1日までの3日間とのみ発表され、日程の詳細は未発表だった。
9月11日に日程の詳細と組み合わせが発表され、以下の内容となった。この時点では優勝チームが未確定のリーグがあり、「優勝チーム」という表現が使用された。また「開催県枠」の愛媛マンダリンパイレーツがリーグ優勝の場合は、リーグの準優勝球団に出場権を与えるとした。前年と異なり、予備日や3位決定戦は設けられなかった。
- 日程
  - 準々決勝（2試合） - 9月29日
  - 準決勝（2試合） - 9月30日
  - 決勝 - 10月1日

- 組み合わせ
  - 準々決勝第1試合：愛媛 vs HFL優勝チーム
  - 準々決勝第2試合：四国IL優勝チーム vs 富山
  - 準決勝第1試合：火の国 vs 準々決勝第1勝者
  - 準決勝第2試合：埼玉 vs 準々決勝第2勝者

準々決勝出場チームは開催県枠の愛媛、新加入の富山（NBL）以外は前年の順位が低かったリーグから選ばれている。
その後、四国ILのリーグチャンピオンシップ出場チームが徳島と愛媛に決定したため、9月19日発表の開催要項では四国のリーグチャンピオンシップの結果にかかわらず、愛媛が地元枠、徳島が四国IL代表枠で出場するとされた。

## トーナメント表
|  | 準々決勝                 | 準々決勝 |  |  | 準決勝                   | 準決勝 |                        |   | 決勝                 | 決勝 |  |
|  |                          |          |  |  |                          |        |                        |   |                      |      |  |
|  | 愛媛マンダリンパイレーツ | 4        |  |  |                          |        |                        |   |                      |      |  |
|  | 石狩レッドフェニックス   | 1        |  |  | 火の国サラマンダーズ     | 9      |                        |   |                      |      |  |
|  |                          |          |  |  | 愛媛マンダリンパイレーツ | 2      |                        |   |                      |      |  |
|  |                          |          |  |  |                          |        |                        |   | 火の国サラマンダーズ | 6    |  |
|  | 徳島インディゴソックス   | 9        |  |  |                          |        | 埼玉武蔵ヒートベアーズ | 1 |                      |      |  |
|  | 富山GRNサンダーバーズ    | 6        |  |  | 埼玉武蔵ヒートベアーズ   | 6      |                        |   |                      |      |  |
|  |                          |          |  |  | 徳島インディゴソックス   | 3      |                        |   |                      |      |  |

## 試合結果
入場者数については、1日2試合の場合、第2試合にしか記載がない。

### 準々決勝第1
9月29日 開始10:30
|                          | 1 | 2 | 3 | 4 | 5 | 6 | 7 | 8 | 9 | R | H | E |
| ------------------------ | - | - | - | - | - | - | - | - | - | - | - | - |
| 石狩レッドフェニックス   | 0 | 0 | 0 | 0 | 0 | 0 | 0 | 1 | 0 | 1 | 6 | 1 |
| 愛媛マンダリンパイレーツ | 0 | 0 | 0 | 0 | 2 | 0 | 0 | 2 | x | 4 | 7 | 0 |

1. 石：野口、増田 - 蟹澤
2. 愛：田島、山田、内海、菊田 - 矢野
3. 勝利：田島
4. 敗戦：野口
5. 試合時間：2時間50分[8]

### 準々決勝第2
9月29日 開始14:30 入場者数：664人
|                        | 1 | 2 | 3 | 4 | 5 | 6 | 7 | 8 | 9 | R | H | E |
| ---------------------- | - | - | - | - | - | - | - | - | - | - | - | - |
| 徳島インディゴソックス | 1 | 0 | 0 | 1 | 0 | 0 | 0 | 5 | 2 | 9 | 9 | 2 |
| 富山GRNサンダーバーズ  | 0 | 0 | 0 | 0 | 0 | 0 | 2 | 4 | 0 | 6 | 7 | 2 |

1. 徳：白川、シンクレア、椎葉、藤田、宮澤、山崎 - 古本
2. 富：林、大島、瀧川、大谷、快、山川 - 大上
3. 勝利：藤田
4. セーブ：山崎
5. 敗戦：快
6. 本塁打
徳：角井
7. 試合時間：3時間11分[9]

### 準決勝第1
9月30日　開始10:30
|                          | 1 | 2 | 3 | 4 | 5 | 6 | 7 | R | H | E |
| ------------------------ | - | - | - | - | - | - | - | - | - | - |
| 愛媛マンダリンパイレーツ | 0 | 0 | 1 | 0 | 0 | 0 | 1 | 2 | 6 | 1 |
| 火の国サラマンダーズ     | 0 | 5 | 2 | 0 | 2 | 0 | x | 9 | 8 | 0 |

1. 規程により7回コールド
2. 愛：玉置、澤田、立本、馬渕、谷井 - 矢野、竹次
3. 火：菅原、松江、下川、山口翔 - 深草、有田
4. 勝利：松江
5. 敗戦：玉置
6. 試合時間：2時間50分[10]

### 準決勝第2
9月30日　開始14:00 入場者数：1008人
|                        | 1 | 2 | 3 | 4 | 5 | 6 | 7 | 8 | 9 | R | H  | E |
| ---------------------- | - | - | - | - | - | - | - | - | - | - | -- | - |
| 埼玉武蔵ヒートベアーズ | 2 | 0 | 3 | 0 | 1 | 0 | 0 | 0 | 0 | 6 | 12 | 0 |
| 徳島インディゴソックス | 0 | 0 | 0 | 1 | 0 | 0 | 0 | 1 | 1 | 3 | 6  | 1 |

1. 埼：太田、菅原、竹内、石田、倉橋、芦田 - 町田
2. 徳：池戸、齋藤、マルティネス、山崎 - 古本
3. 勝利：菅原
4. 敗戦：池戸
5. 本塁打
埼：金子、片山
6. 試合時間：3時間25分

### 決勝
10月1日　開始11:00 入場者数565人
|                        | 1 | 2 | 3 | 4 | 5 | 6 | 7 | 8 | 9 | R | H  | E |
| ---------------------- | - | - | - | - | - | - | - | - | - | - | -- | - |
| 埼玉武蔵ヒートベアーズ | 0 | 1 | 0 | 0 | 0 | 0 | 0 | 0 | 0 | 1 | 4  | 1 |
| 火の国サラマンダーズ   | 1 | 0 | 0 | 0 | 3 | 0 | 0 | 2 | x | 6 | 11 | 0 |

1. 埼：小野寺、加納、石田 - 町田
2. 火：宮澤、下川、山口翔 - 有田、深草
3. 勝利：宮澤
4. 敗戦：小野寺
5. 試合時間：3時間23分

## ネット中継
今年度はYahoo!JAPANのスポーツナビで試合の速報とライブ配信が実施された。